# Selwyn (nome)
Selwyn  è un nome proprio di persona inglese maschile.

## Varianti
- Maschili: Selwin[2]

## Origine e diffusione

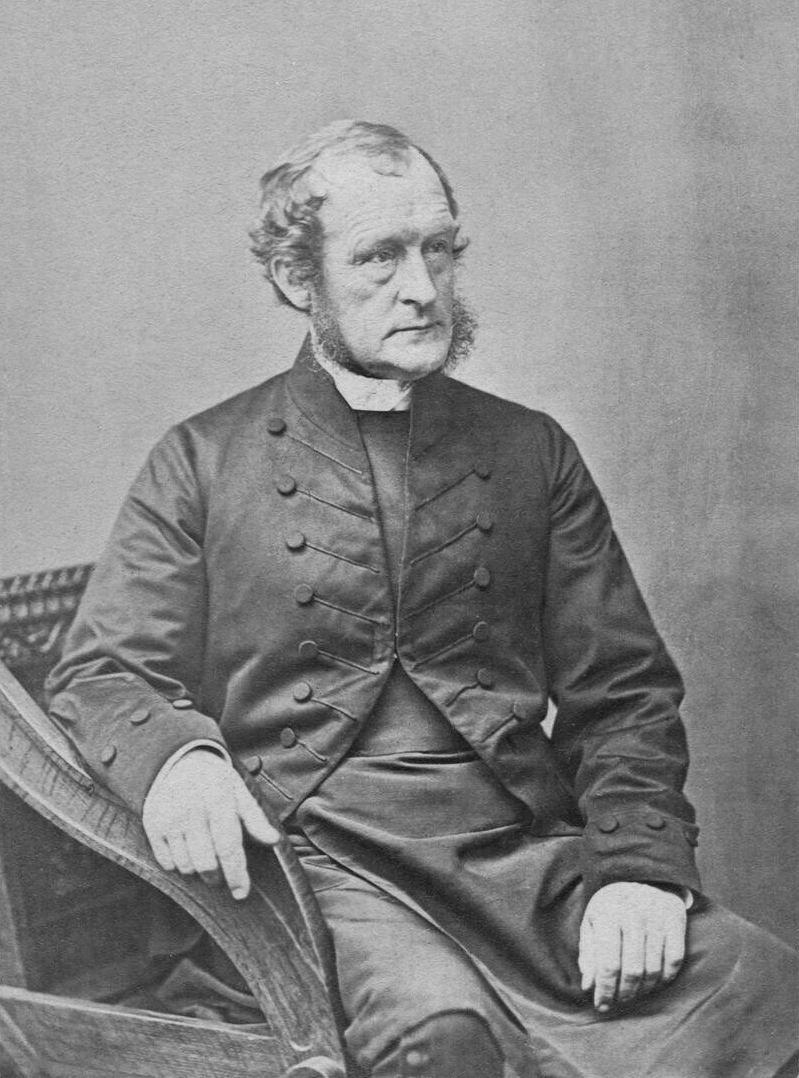
George Augustus Selwyn

Nome di scarsa diffusione, che riprende il cognome inglese Selwyn, adottato prevalentemente nel tardo XIX secolo in onore di George Augustus Selwyn, primo vescovo anglicano di Nuova Zelanda, da cui prende il nome il Selwyn College.
L'origine del cognome non è del tutto certa; nella maggioranza dei casi, esso ha probabilmente origini normanne, da Seleuin (una forma francese antica del nome latino Silvanus) o da salvagin ("selvaggio", "feroce" in francese antico). Alternativamente, potrebbe derivare da Selewine, Selewyn o Selwine, un nome medio inglese attestato solo dopo la conquista normanna: secondo alcune fonti, esso si sarebbe evoluto da un nome inglese antico non pervenutoci, composto da sēle ("prosperità") o sele ("maniero", "residenza", "sala") e wine ("amico", presente anche in Winston, Rowena ed Eowyn), con la possibile interpretazione di "amico della sala" o "protettore della sala". Non è da escludere, però, che anche Selewine derivi a sua volta da Silvanus.

## Onomastico
Non esistono santi che portano questo nome, che quindi è adespota. L'onomastico può essere festeggiato in occasione di Ognissanti, il 1º novembre.

## Persone
- Selwyn Jepson, scrittore, sceneggiatore e regista inglese
- Selwyn Lloyd, politico britannico
- Selwyn Pretorius, cantante sudafricano naturalizzato australiano
- Selwyn Sese Ala, calciatore vanuatuano

## Il nome nelle arti
- Hugh Selwyn Mauberley è un personaggio dell'omonimo poema di Ezra Pound.